# زنغلان عليا
زنغلان عليا (بالفارسية: زنگلان علیا) هي قرية تقع في أذربيجان الغربية في إيران. يقدر عدد سكانها بـ 299 نسمة بحسب إحصاء 2016.